# Louis Thomas von Savoyen-Carignan
Louis Thomas von Savoyen-Carignan, Graf von Soissons (* 1. August 1657 in Paris; † 24. August 1702 bei Landau in der Pfalz) war ein Offizier des französischen und kaiserlich römisch-deutschen Heeres und der älteste Bruder des Feldherren Prinz Eugen von Savoyen.

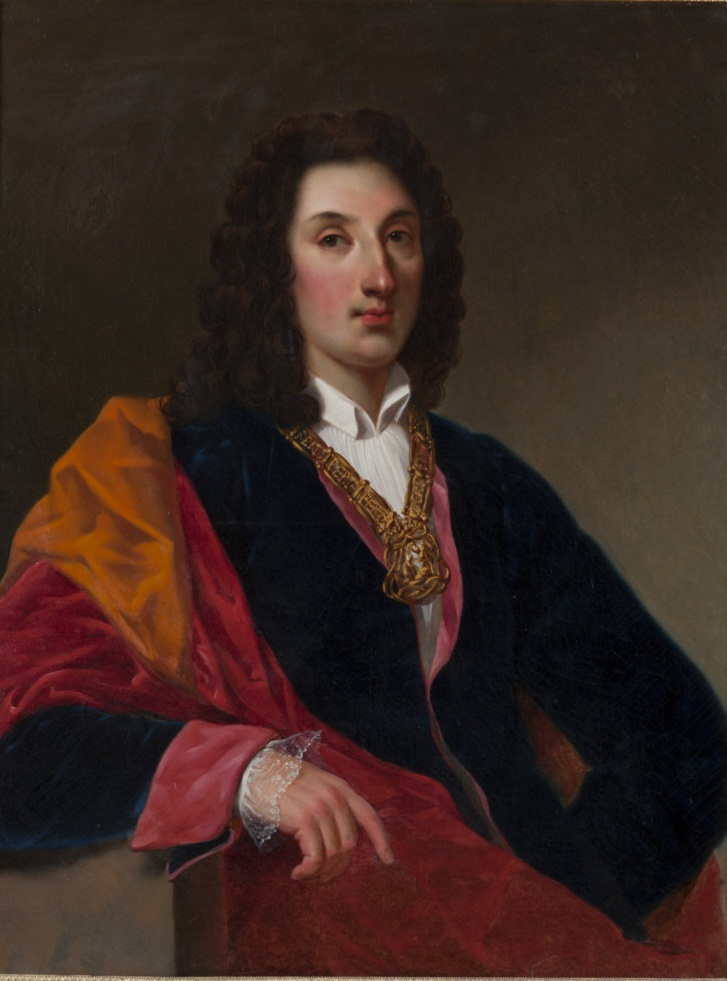
Louis Thomas von Savoyen-Carignan

## Leben
Louis-Thomas war der älteste Sohn von Eugen Moritz von Savoyen-Carignan, General und Gouverneur Ludwigs XIV. und Olympia Mancini, der Nichte von Kardinal Jules Mazarin. Er wuchs am Hof Ludwigs XIV. in Paris auf.
1674 wurde von Seiten der Familie daran gedacht, Louis Thomas als französischen Kandidaten für den polnischen Thron aufzustellen.
Nach dem unerwarteten Tod seines Vaters und der Verbannung der Mutter wegen ihrer Verwicklung in die Montespan-Affäre, blieben die Kinder bei der Großmutter, Marie de Bourbon-Condé, in Paris zurück. Da die Familie wegen Olympia Mancini beim König in Ungnade gefallen war, erbte Louis-Thomas zwar den Titel des Grafen von Soissons, nicht aber wie üblich die Ämter und damit das Einkommen des Vaters. Die Schwestern blieben unverheiratet, die Söhne Louis-Jules und Emanuel-Philibert verfolgten ihre militärischen Karrieren außerhalb Frankreichs, genauso wie der Bruder Prinz Eugen von Savoyen, der einer der berühmtesten Feldherren im Dienste des Hauses Habsburg wurde.
Im Jahre 1680 heiratete er „unstandesgemäß“ Urania de la Cropte (1655–1717), aus der Ehe gingen sechs Kinder hervor, darunter Anna Victoria von Savoyen, die Haupterbin Prinz Eugens, und der Sohn Thomas Emanuel.

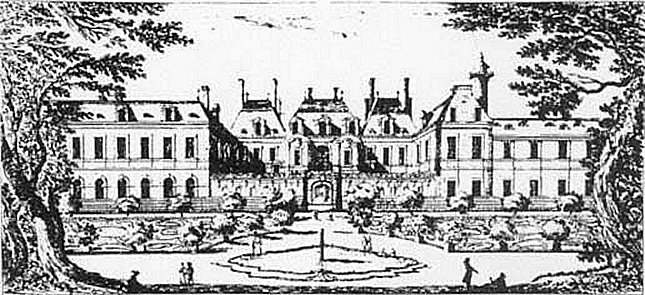
Hôtel de Soissons in Paris, Stich von Israël Silvestre (1650)

Von Ludwig XIV. recht absichtlich ins feindliche Heerlager getrieben, verhandelte er erfolglos einen Eintritt in die Armeen Venedigs, der Niederlande, England und Spaniens. 1699 suchte der bankrotte Louis Thomas schließlich die Hilfe seines erfolgreichen Bruders Eugen in Wien und trat durch dessen Vermittlung als Feldzeugmeister in die kaiserliche Armee ein.
Zu Beginn des Spanischen Erbfolgekrieges erlitt er bei der Eroberung der französisch besetzten Festung Landau schwere Verletzungen, denen er am 24. August 1702 erlag.